# Maneki-neko
Maneki-neko (Japanski: 招き猫,prevod "mačka koja maše") je česta japanska figura (amajlija) za koju se veruje da donosi sreću vlasniku. U moderno doba, obično su napravljene od keramike ili plastike. Figurica prikazuje mačku (tradicionalno japansku kratkorepu) koja poziva podignutom šapom i često se nalazi na ulazima u prodavnicama, restoranima i drugim poslovima. Neke skulpture rade na struju ili baterije i imaju pokretnu šapu. 
Maneki-neko može se u različitim bojama, stilovima i stepenima ukrašenosti. Česte boje su bela, crna, zlatna i ponekad crvena. Pored keramičkih figura, maneki-neko može se naći i kao privezak, kasica prasica, osveživač vazduha, posude za kuću i razne ukrase, kao i velike statue. Ponekad se naziva i „kineskom srećnom mačkom“ zbog svoje popularnosti među trgovcima.

## Zajedničke karakteristike

### Gest
Nekim zapadnjacima (izuzev Italijana i Španaca) može izgledati kao da maneki-neko maše nego da poziva.To je zbog razlike u pokretima i jeziku tela koje su priznali neki zapadnjaci i Japanci. Japanski gest za pozivanje je sačinjen od pomenaranja šake i prstiju od dole ka gore, s time što je strana šake okrenuta ka drugoj osobi (na Zapadu je to idi, a u Japanu dođi). Neke maneki-neko napravljene su specifično za neka zapadna tržišta gde će mačka imati šapu okrenutu ka gore, gest koji je većini zapadnjaka poznat.
Maneki-neko se može naći sa desnom ili levom podignutom šapom (a ponekad i sa obe). Značenje desne i leve podignute šape razlikuje se od mesta i vremena. Neki kažu da je leva podignuta šapa najbolja za magacine pića, dok je desna podignuta namenjena drugim prodavnicama. Drugo tumačenje je da je desna za kuću, a leva za posao.
Neke maneki-neko koje rade na struju ili bateriju šapa je stalno u pokretu pozivanja.

### Sastav
Stariji primeri maneki-neko mogu biti izrađeni od razbarenog drveta ili kamena, ručno izrađenog porcelana ili livenog gvožđa.

## Poreklo

### Istorija
Veruje se da je Maneki-neko nastao u Tokiju (tada nazvan Edo), dok drugi tvrde da je u Kjotu. Prvi put se pojavila tokom drugog dela Edo perioda u Japanu. Najraniji zapisi Maneki-neko pojavljuju se u Buko nenpjo (hronologija Eda) iz 1852. godine. Ukijo-e (viseći svitak) Utagava Hirošigea pod nazivom „Đoruri-maći Hanka no zu“, takođe naslikana 1582. godine prikazuje Marušime-neko, varijaciju Maneki-neko, koja se prodavala u hramu Senso u Tokiju. Tokom 1876. godine u vreme Meiđi ere pomenuta je u novinskom članku, postoje dokazi da su kimono ukrašeni sa maneki-neko izloženi u svetilištu u Osaki tokom tog vremena. Godine 1902. oglasi za maneki-neko ukazuju na to da su do kraja veka stekle popularnost.
Pored toga, tačno poreklo maneki-neko je nejasno, iako nekoliko narodnih priča nudi objašnjenje.
Drugi su primetili sličnosti između gesture maneki-neko i mačke koja pere svoje lice. Postoji japansko verovanje da kada mačka pere svoje lice to znači da će uskoro stići posetilac. Ovo verovanje može, pak biti povezano sa još starijom kineskom poslovicom koja navodi da ako mačka pere svoje lice, znači da će padati kiša. Stoga, moguće da je nastalo verovanje da će figura mačke koja pere svoje lice privući kupce. U svojim raznim delima iz Youyang-a, autor kineske dinastije Tang Duan Chengshi napisao je: „Ako mačka podigne šapu iznad ušiju i opere svoje lice, onda će patrone 
doći.“.

### Narodne priče
Maneki-neko je tema mnogobrojnih narodnih priča. Evo nekih od najpopularnijih, objašnjavajući poreklo mačaka:
Lutalica i prodavac: Rukovodilac siromašne radnje (ili gostionice, hrama itd.) uzima gladnu, napuštenu mačku uprkos tome što ima jedva dovoljno hrane za sebe. U znak zahvalnosti, mačka sedi ispred radnje i poziva kupce, čime donosi prosperitet blagonaklonom vlasniku. Čak i posle, „mačka koja poziva“ postala je simbol sreće za vlasnike malih preduzeća.

## U popularnoj kulturi
Savremenki japanski folkor sugeriše da zadržavanje amajlije, kao što je maneki-neko, u spavaćim prostorima i mestima učenja donosi povoljne rezultate i uspeh u životu.
Zbog svoje popularnosti u kineskim zajednicama (uključujući kineska naselja u Sjedinjenim Američkim Državama), maneki-neko se često pogrešno smatra kineskom, a ne japanskom, i nepravilno se pominje kao „kineska srećna mačka“ ili jinmao („zlatna mačka“).
Pokemon nazvan Meowth zasnovan je na maneki-neko.

## Literatura
- Dale-Green, Patricia (1963). The Cult of the Cat. Houghton Mifflin, Boston. ISBN 978-0517175002..
- Daniels, Inge Maria, 2003. Scooping, raking, beckoning luck: luck, agency and the interdependence of people and things in Japan. Royal Anthropological Institute Daniels, Inge Maria (2003). „Scooping, raking, beckoning luck: Luck, agency and the interdependence of people and things in Japan”. Journal of the Royal Anthropological Institute. 9 (4): 619—638. doi:10.1111/j.1467-9655.2003.00166.x.
- Masuda, Koh, Kenkyusha's New Japanese-English Dictionary (Kenkyusha Limited, Tokyo, 1991).
- Wellman, Laurel (2004). Lucky Cat: He Brings You Good Luck. Chronicle Books, San Francisco. ISBN 0-8118-4121-9.. .

## Spoljašnje veze
- Istorija o Maneki-neko